# Gornja Dragotinja
Gornja Dragotinja (cyr. Горња Драготиња) – wieś w Bośni i Hercegowinie, w Republice Serbskiej, w mieście Prijedor. W 2013 roku liczyła 305 mieszkańców.